# 中国汽车工业公司
中国汽车工业公司是中华人民共和国3次成立的具有行业管理性质的央企，撤销前总部位于北京市复兴门外大街16号（原一机部汽车局，现为首都博物馆所在地）。

## 历史

### 第一次成立
1964年，中国也效仿苏联在一些行业实行托拉斯经营的办法，成立12家托拉斯，其中第一机械工业部汽车工业管理局改组为中国汽车工业公司，经理郭力兼一机部副部长，总工程师孟少农。对汽车生产企业实行集中管理。下设长春、北京、南京、重庆等分公司及济南、武汉汽车制造总厂。下属企业75家。中国汽车工业公司从全国169个地方专营汽车配件厂中吸收42个，占全国配件产量的39%。筹建的第二汽车制造厂拟组建成长江汽车分公司。
在文革中刘记托拉斯全部解体，企业下放给地方。

### 第二次成立
根据中央经济体制改革委员会“用经济的手段管经济”，汽车工业、造船工业等试点。1981年12月31日，国务院决定成立中国汽车工业公司，在国家计划中单列户头、财政单列、人事任免权、外事审批权。1982年5月6日正式成立，董事长饶斌，副董事长刘守华，总经理李刚，副总经理冯克、张兴业、胡信民，总工程师陈祖涛。公司级别为准部级。实行董事会领导下的经济负责制。公司成立后，积极推动企业联合，先后组建了7个汽车工业联营公司，引进国外先进技术，加速产品升级换代。中国汽车公司对下属企业有“人、财、物、产、供、销”的全面权力。
- 解放汽车联营公司：1982年成立。总经理谢云，总经济师葛宝璇，总工程师刘经传。辽宁省、黑龙江省、山东省等都有解放联营公司汽车厂。
- 东风汽车联营公司
- 南京汽车联营公司
- 上海汽车拖拉机公司
- 中国重型汽车工业联营公司：1983年3月29日正式成立。打破地区和部门界限，是按照专业协作和经济合理的原则，组建起来的经济实体。直属的“八厂一所”，分别是济南汽车制造总厂、四川汽车制造厂、綦江齿轮厂、重庆汽车发动机厂、重庆汽车配件制造厂，重庆红岩汽车弹簧厂、重庆油泵油嘴厂、杭州汽车发动机厂和重庆重型汽车研究所。后陕西汽车制造厂、陕西汽车齿轮厂、合肥淝河汽车制造厂、青岛汽车制配长、株洲汽车齿轮厂、潍坊发动机厂成为第一批参加联营公司的成员。后期河北长征汽车制造厂、南阳汽车制造厂、湖南重型汽车制造厂也陆续参与进来。1983年，中国重型汽车工业联营公司与奥地利斯太尔-戴姆勒-普赫股份公司签订了《重型汽车制造技术转让协议》，引进了斯太尔91系列14吨~40吨级重型卡车，还引进了配套的ZF变速箱、转向器和富勒变速器，总投资11.58亿元。
- 京津冀联营公司：经过三年的筹备，1983年5月14日在北京成立。主要发展2.5吨及以下的轻型车、微型车和专用车。北京以发展轻型车为主，天津以发展微型车为主，河北以发展专用车为主。第一批加入京津冀汽车工业联营的共有103个单位，其中有北京汽车制造厂、北京第二汽车制造厂、北京摩托车制造厂、北京内燃机总厂等北京39个单位；天津市汽车制造厂、天津市第二汽车制造厂、天津市客车厂等天津52个单位；河北省邢台市红星汽车厂、唐山市汽车制造总厂、石家庄市汽车厂、保定市汽车厂、秦皇岛市汽车配件厂等河北省12个单位。产品规划上要发展轻型车、微型车5个系列和6大类专用车，产品设计0.5吨、1吨、1.5吨、2吨和2.5吨各类车型。
- 中国汽车附配件公司（后经国家经委批准改为中国零部件联营公司）

1984年7月赵紫阳、薄一波都表示中汽公司应该“虚”，给下属企业以自主权。1984年8月11日国务院在北戴河举行专题会议，国务院领导严厉批评了中汽公司对企业管得过死，造成企业缺乏活力，缺少自主权的作法。会后，国家计委、国家经委、国家体改委、机械工业部发布《关于汽车工业发展规划和管理体制若干问题的通知》。饶斌退出一线，李刚接任董事长，陈祖涛接任总经理。决定改制为中国汽车工业联合会，过渡期保留中汽公司名义与计划单列、财政单列等权责。1986年10月，国家计委下达《关于解放、东风、重型汽车工业联营公司实行计划单列的通知》，这3家企业正式脱离了中汽公司。
由于中汽公司是作为经济实体组建的，在工作中存在管得过多、过实等问题。1985年经济体制改革，国务院总理赵紫阳指示中汽公司要搞得虚一些，要搞好联合、服务和行业管理。1987年遵照国务院总理赵紫阳关于撤销中国汽车工业公司、组建汽车行业组织的指示精神，1987年3月组建了中国汽车工业联合会筹备会，1987年5月29日经国务院批复撤销中国汽车工业公司，组建中国汽车工业联合会，地址仍为复兴门外大街16号。中汽协理事长陈祖涛。1987年7月国务院成立姚依林副总理挂帅的“振兴汽车工业协调小组”。

### 第三次成立
1990年1月，国务院批复机械电子工业部报告，同意成立中国汽车工业总公司，是领导直属企事业单位的经济实体，同时授权对全国汽车工业行使行业管理职能。实际上仅直管南京汽车制造厂。1994年1月汽车行业行政管理职能划给了机械工业部汽车工业司。2002年2月撤销国家机械工业局，行业管理职能划给国家经济贸易委员会。中国汽车工业总公司因为贷款担保问题和投资经营不善，亏损总额达十几亿。2002年国务院办公会议决定撤销中国汽车工业总公司。2004年清算了全部债权债务后，中国汽车工业总公司正式摘牌。